# Christoph Skutella

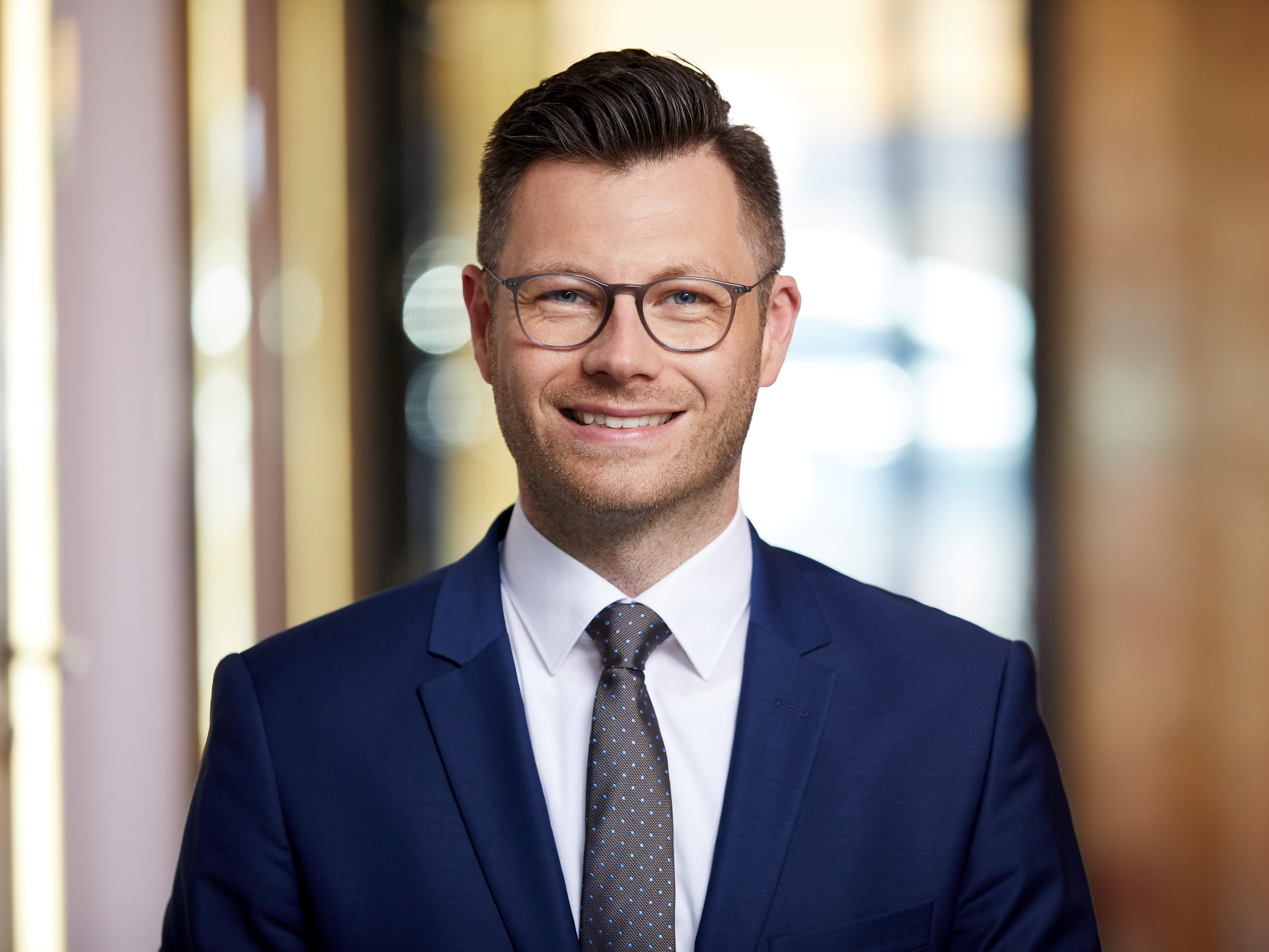
Christoph Skutella

Christoph Skutella (* 5. August 1985 in Weiden in der Oberpfalz) ist ein deutscher Politiker der Freien Demokratischen Partei. Von 2018 bis 2023 war er Mitglied des Bayerischen Landtags. Seit 2023 ist er Generalsekretär der FDP Bayern.

## Leben
Skutella ist als freiberuflicher Musiklehrer in Bayern tätig. 2018 war er bis zu seiner Wahl in den Bayerischen Landtag Leiter des Wahlkreisbüros Weiden von Ulrich Lechte, Mitglied des Deutschen Bundestages. Bereits zwischen 2008 und 2013 war er Mitarbeiter der Landtagsabgeordneten Thomas Dechant und Horst Meierhofer. Nach dem Ausscheiden aus dem Bayerischen Landtag arbeitet Skutella seit 2024 als Europareferent und Geschäftsführer für die Oberpfalz beim Bund der Selbständigen – Gewerbeverband Bayern e.V.
Er ist verheiratet, Vater einer Tochter und wohnt in Weiden in der Oberpfalz.

## Partei
Skutella ist seit dem Jahr 2004 Mitglied der Freien Demokratischen Partei. Er ist Beisitzer im Vorstand der FDP Oberpfalz und Co-Kreisvorsitzender der FDP Weiden in der Oberpfalz. Am 11. November 2023 wurde er auf dem Landesparteitag in Amberg zum Generalsekretär der FDP Bayern gewählt.

## Abgeordneter
Bei der bayerischen Landtagswahl 2018 kandidierte Skutella als Stimmkreisabgeordneter im Stimmkreis Weiden in der Oberpfalz und auf Listenplatz 1 der FDP im Wahlkreis Oberpfalz. Skutella zog über die Wahlkreisliste in den Landtag ein. Er war in der 18. Wahlperiode Mitglied im Ausschuss für Umwelt und Verbraucherschutz und im Ausschuss für Ernährung, Landwirtschaft und Forsten im Bayerischen Landtag. Des Weiteren war er Mitglied des Medienrates und Mitglied des Beirates beim Unternehmen Bayerische Staatsforsten. Mit dem Ausscheiden der FDP-Fraktion aus dem Bayerischen Landtag nach der Landtagswahl 2023 endete sein Mandat als Abgeordneter zum 30. Oktober 2023.
Seit der Kommunalwahl am 15. März 2020 in Bayern ist Christoph Skutella Stadtrat und Sprecher der FDP/FW-Ausschussgemeinschaft in Weiden.